# Comitato Nazionale Olimpico e Sportivo Congolese
Il Comitato Nazionale Olimpico e Sportivo Congolese (noto anche come Comité National Olympique et Sportif Congolais in francese) è un'organizzazione sportiva congolese, nata nel 1964 a Brazzaville, Repubblica del Congo.
Rappresenta questa nazione presso il Comitato Olimpico Internazionale (CIO) dal 1964 ed ha lo scopo di curare l'organizzazione ed il potenziamento dello sport nella Repubblica del Congo e, in particolare, la preparazione degli atleti congolesi, per consentire loro la partecipazione ai Giochi olimpici. L'organizzazione è, inoltre, membro dell'Associazione dei Comitati Olimpici Nazionali d'Africa.
L'attuale presidente dell'associazione è Raymond Ibata, mentre la carica di segretario generale è occupata da Jean-Pierre Ngaloua.